# Cruiser Linhas Aéreas
A Cruiser Linhas Aéreas foi uma empresa aérea brasileira sediada em Curitiba. Costumava operar serviços domésticos a 10 destinos nos estados do Paraná, Rondônia e Mato Grosso, 
bem como serviços de fretamento e táxi aéreo no Brasil. Sua base principal era o Aeroporto de Bacacheri (BFH).

## História
Em 1996, no estado do Paraná, nasceu a Cruiser Táxi Aéreo, e o seu dono era Vinícius de Lara Cichon.
A empresa cresceu e baseada em análises e anseios do mercado, enxergou um grande potencial na aviação regional. Com espírito visionário e empreendedor, o comandante atingiu novos segmentos e um público diferenciado dos usuários de táxi aéreo.
Para diversificar seus negócios na aviação, a empresa passou a operar também com linhas aéreas regionais e em 2001 passou a ser chamada de Cruiser Linhas Aéreas.
O primeiro voo regular aconteceu em 4 de junho de 2001 com destino a Pato Branco. Depois, a empresa começou a atuar em outras cidades do Paraná e Santa Catarina.
Em 4 de agosto de 2002 iniciaram-se os voos para o Mato Grosso, visando promover a integração do estado por meio do transporte aéreo.
Em novembro de 2004, com o recebimento da homologação definitiva de linha aérea regular, a Cruiser Linhas Aéreas tornou-se uma das 26 empresas regulares brasileiras a ter a concessão do governo para explorar este serviço.
Hoje, com mais de dez anos de existência, a Cruiser é a empresa que atende o maior número de cidades no Centro-oeste do Brasil.
Com uma moderna frota, aliada à eficiência e qualidade dos serviços, a Cruiser garante aos seus clientes segurança e conforto em seus voos.
A Cruiser Linhas Aéreas está proibida de operar em Mato Grosso depois que a Agência Nacional de Aviação Civil (Anac) suspendeu o certificado operacional da empresa. A punição aconteceu após a comprovação de que a aeronave trafegava no Estado sem a inspeção de manutenção obrigatória. Assim, a empresa não pode atuar nem com aeronave própria e nem terceirizada.

## Aviões
2 Embraer EMB-110 Bandeirante
- PT-WBR

1 Embraer EMB-110P1
- PT-LLD

2 Let 410 UVP-E-20

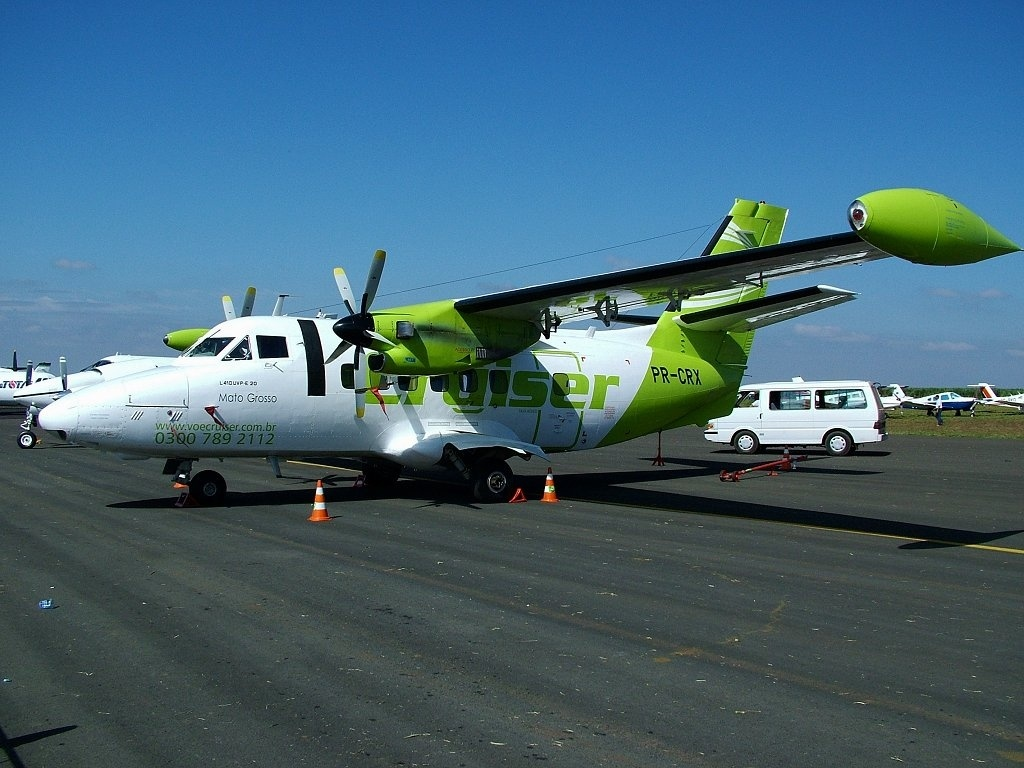
Let L-410 da Cruiser Linhas Aéreas.

PR-CRA (Atualmente voa TEAM Linhas Aereas)
PR-CRX (Atualmente voa na NHT linhas Aereas)